# Aviron Bayonnais Football Club
Aviron Bayonnais Football Club è un'associazione calcistica francese della città di Bayonne fondata nel 1935. Attualmente gioca nella National 3.

## Storia

### Fondazione
La società sportiva fu fondata nel 1904, e nacque principalmente come un centro sportivo di rugby. Solo successivamente, nel 1935, grazie a George Darkhan, Owen Roe, George Page e Roger Dargein venne aperta una sezione calcistica all'interno della società.

## Palmarès

### Competizioni nazionali
- Championnat de France amateur: 1

2003-2004 (gruppo C)
- Championnat de France amateur 2: 1

2002-2003 (gruppo F)
- Championnat National 3: 1

2024-2025 (gruppo A)

### Competizioni regionali
- Coppa d'Aquitania: 2

1973-1974, 2001-2002

## Tifosi

### Lapurdum 2004
I Lapurdum 2004 sono un gruppo di tifosi dell'Aviron Bayonnais unitosi nel 2004 per sostenere la propria squadra. Fina ad ora sono l'unico gruppo ultras della squadra, composto da circa settanta persone.

## Rosa
Aggiornata al 21 marzo 2012.
| N. |                           | Ruolo | Calciatore        |
| -- | ------------------------- | ----- | ----------------- |
| 1  | Francia (bandiera)        | P     | Ximun Duhour      |
| 2  | Costa d'Avorio (bandiera) | D     | Cheikh Touré      |
| 3  | Francia (bandiera)        | D     | Jordan Chort      |
| 4  | Francia (bandiera)        | D     | Kevin Tunani      |
| 5  | Francia (bandiera)        | D     | Yoan Lamothe      |
| 6  | Francia (bandiera)        | C     | Michel Bidegain   |
| 7  | Francia (bandiera)        | C     | Jerôme Lalanne    |
| 8  | Francia (bandiera)        | A     | Olivier Serra     |
| 9  | Algeria (bandiera)        | A     | Gauthier Diafutua |
| 10 | Francia (bandiera)        | C     | Guillaume Sanz    |
| 12 | Francia (bandiera)        | D     | Emmanuel Degoul   |
| 13 | Francia (bandiera)        | C     | Jonathan Famery   |
| 14 | Francia (bandiera)        | A     | Rémy Elissalde    |

| N. |                           | Ruolo | Calciatore             |
| -- | ------------------------- | ----- | ---------------------- |
| 15 | Francia (bandiera)        | C     | Amine Karam            |
| 16 | Francia (bandiera)        | P     | Kevin Lesca            |
| 17 | Francia (bandiera)        | D     | Anthony Soubervie      |
| 18 | Francia (bandiera)        | C     | Teddy Audinet          |
| 19 | Francia (bandiera)        | C     | Steven Giron           |
| 21 | Rep. del Congo (bandiera) | D     | Luc-Christopher Matutu |
| 22 | Francia (bandiera)        | A     | Tommy Untereiner       |
| 23 | Francia (bandiera)        | A     | Pierre Sarrabère       |
| 25 | Francia (bandiera)        | C     | Romain Tharradin       |
| 26 | Francia (bandiera)        | A     | Kama Massampu          |
| 27 | Francia (bandiera)        | D     | Matthieu Hirigoyen     |
| 29 | Francia (bandiera)        | D     | Cyril Guillou          |
| 30 | Francia (bandiera)        | P     | Alexandre Oukidja      |

### Staff tecnico
| Allenatore: | Alain Pochat |